# Andrew Steane
Andrew Martin Steane é professor de física na Universidade de Oxford. Ele também é membro do Exeter College, Oxford.
Ele foi aluno do St Edmund Hall, Oxford, onde obteve seu MA e DPhil.
Seus principais trabalhos até o momento são sobre correção de erros em processamento de informações quânticas, incluindo códigos de Steane. Ele foi agraciado com a Medalha e Prêmio Maxwell do Institute of Physics em 2000.

## Artigos
- "Quantum Computing" Reports on Progress in Physics 61: 117–173. Steane, A.M. (1998)
- "A Quantum Computer Needs Only One Universe" Studies in History and Philosophy of Modern Physics 34B: 469–478, Steane, A.M. (2003)

## Livros
- The Wonderful World of Relativity: A Precise Guide for the General Reader. [S.l.]: Oxford U. Press. 2011. ISBN 9780199694617
- Relativity Made Relatively Easy. [S.l.]: Oxford University Press. 2012[1]

'Relativity Made Relatively Easy' é um texto que segue de perto o curso 'Simetria e Relatividade' que ele ministra para alunos do terceiro ano de graduação na Universidade de Oxford. Exceto por Spinors, que está previsto para ser incluído em sua próxima publicação.
- Faithful to Science: The Role of Science in Religion. [S.l.]: Oxford University Press. 2014[2]
- Thermodynamics by Andrew Steane